# Герб Киева
Герб Киева (укр. Герб Києва) — геральдический символ столицы Украины города Киева, утверждённый решением Киевского городского совета № 57 от 18 апреля 1995 года. Его описание гласит:

Архангел Михаил символизирует светлые силы, готовые защищать Киев от бед.
Фигура Архангела Михаила в белой княжеской рубашке, воинском облачении с серебряным доспехами, декорированном стилизованным диском Солнца, изображён на голубом фоне древнерусского (варяжского) щита.
В правой руке Архангела Михаила — повёрнутый в сторону огненный меч, символ защиты, в левой — серебряный щит в золотом обрамление с изображением золотого креста, символа Света и Христианской веры.
Тёмно-малиновый плащ, по древнерусской традицией, скреплён с правой стороны золотой фибулой.
Белые Архангельские крылья украшены золотыми полосами.
Золотой нимб — символ святости.
Оригинальный текст (укр.)Архангел Михаїл символізує світлі сили, готові боронити Київ від лиха.
Постать Архангела Михаїла у білій княжій сорочці, військовому вбранні з срібним обладунком, декорованим стилізованим диском Сонця, зображено на блакитному тлі давньоруського (варязького) щита.
У правій руці Архангела Михаїла — повернутий у бік вогняний меч, символ захисту, у лівій — срібний щит у золотому облямуванні із зображенням золотого хреста, символ Світла та Християнської віри.
Темно-малиновий плащ, за давньоруською традицією, скріплений з правого боку золотою фібулою.
Білі Архангельські крила прикрашені золотими смугами.
Золотий німб — символ святості.

## История

### Русь
Популярным мотивом символики Киевского княжества начиная от правления Владимира Мономаха был архангел Михаил. Архангел, который поражал змея копьём, был изображён и на княжеских печатях XII—XIII веков. Вероятно, архангел становится символом княжества. Впрочем, использование этого символа именно как герба Киева и Киевщины документально не зафиксировано, поскольку в данный период геральдика не получила распространения на русских землях.
Архангел Михаил известен с XII века как некий династический знак киевских Мономаховичей — Мстислава Владимировича Великого (1125—1132) и его потомков. Уже через столетие после принятия христианства киевский князь Святополк Изяславич построил в Киеве величественный Михайловский Златоверхий монастырь — напротив собора Святой Софии.

### Литовско-польская и казацкая эпоха
Старейшее изображение герба города Киева содержится в гербовнике Конрада Грюненберга с 1480 года.
Раньше появление городского герба связывали с получением магдебургского права. По последним исследованиям, Киев получил магдебургскую привилегию в 1494 году. Однако данные о гербе в этот период неизвестны.
Исследователь киевских печатей Константин Антипович датировал древнейшую печать с гербом города примерно 1500 годом. На ней в округлённом щите изображён лук со стрелой (или двумя стрелами), который натягивают две выдвинутые из облака руки. Вероятно, такой герб символизировал порубежное значение Киева, жители которого постоянно защищались от нападений врагов, преимущественно татар. Лук фигурировал в европейской геральдике как символ диких и воинственных народов или регионов, где ведётся война.
В гербовнике Бартоша Папроцкого «Гнездо добродетели...» (1578 год) указано, что на гербе города Киева был изображён Святой Юрий.
Герб с луком пробыл киевским гербом вплоть до XVIII века. Его изображение зафиксировано на городских хоругвях XVII века, которое хранится в трофейной коллекции Военного музея Стокгольма. Хотя в позднем Средневековье киевским городским гербом была «рука с луком», гербом Киевской земли служил архангел. Киевское воеводство в составе Польской короны Речи Посполитой имело такой герб: красный щит с изображением серебряного ангела с опущенным мечом и ножнами.
В 1595 году герб города мог претерпеть изменения. Именно тогда киевский епископ Ю. Верещинский предложил проект административной реформы Киева. Город должен был быть разделён на три отдельные самоуправляющиеся территории. Для каждого из городов Верещинский предложил проект герба: для Подола — вытянутая из облака рука, держащая королевский скипетр «вместо существующего варварского лука с двумя стрелами»; для нагорной «королевской» части города — вытянутая из облака рука, держащая королевский венец; для Кудрявской горы с замком епископа — в пересечённом щите вверху митра, а внизу герб Верещинских. Проектам не суждено было осуществиться.
На печати 1630 года в гербе уже нет облака, лук видоизменяется в арбалет, который держит одна рука. Такой трансформированный символ был на всех других киевских городских печатях до 1780 года.
Во времена Речи Посполитой герб воеводства отличался от городского. Его помещали в тройку наивысших гербов этого государства — наряду с польским орлом и литовским всадником. В казацком государстве герб Архистратига ставили рядом с родовым гербом каждого гетмана, а во время московского господства его ввели в большой герб Российской империи и разместили в центре, рядом с двуглавым орлом, и внизу, на щите соединённых гербов великих князей.

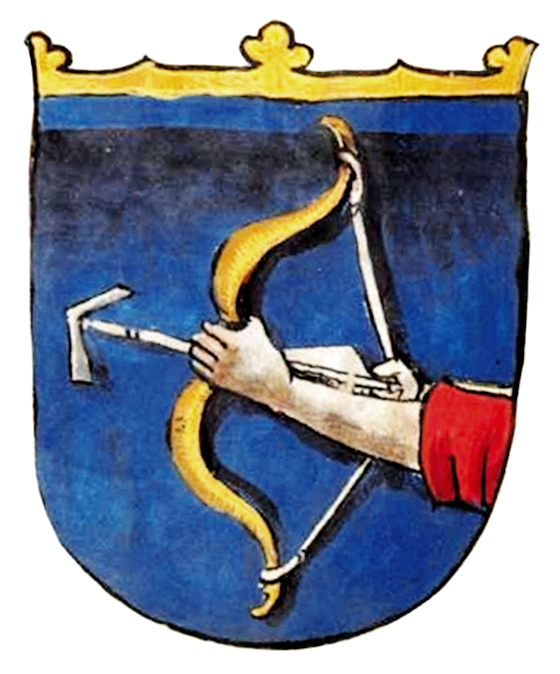
Герб Киева из гербовника Конрада Грюненберга (1480 год)[источник не указан 1449 дней]
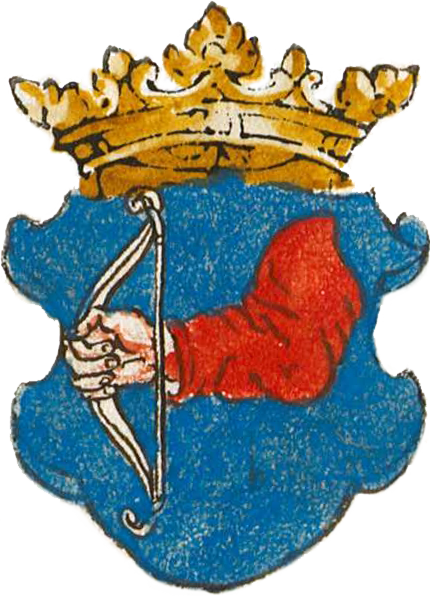
Герб Киева в немецком гербовнике (XVI век)
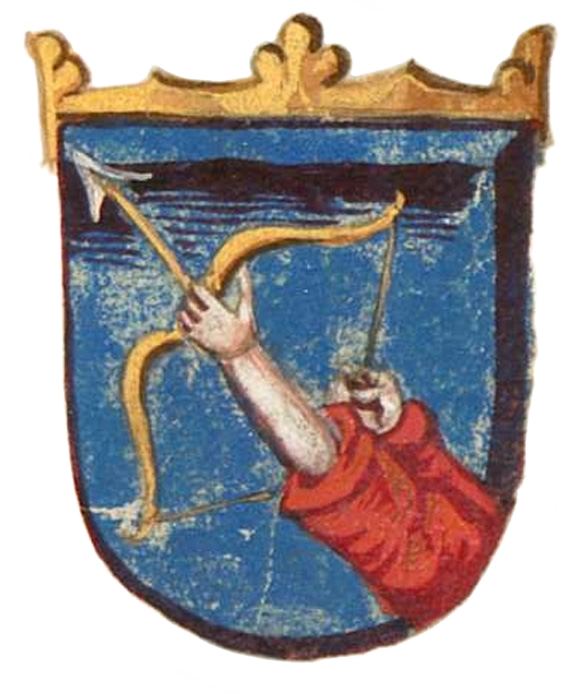
Герб Киева из копии гербовника Конрада Грюненберга (1604 год)[источник не указан 1449 дней]
Герб Киевского воеводства в составе Польской короны (после 1569 г.)
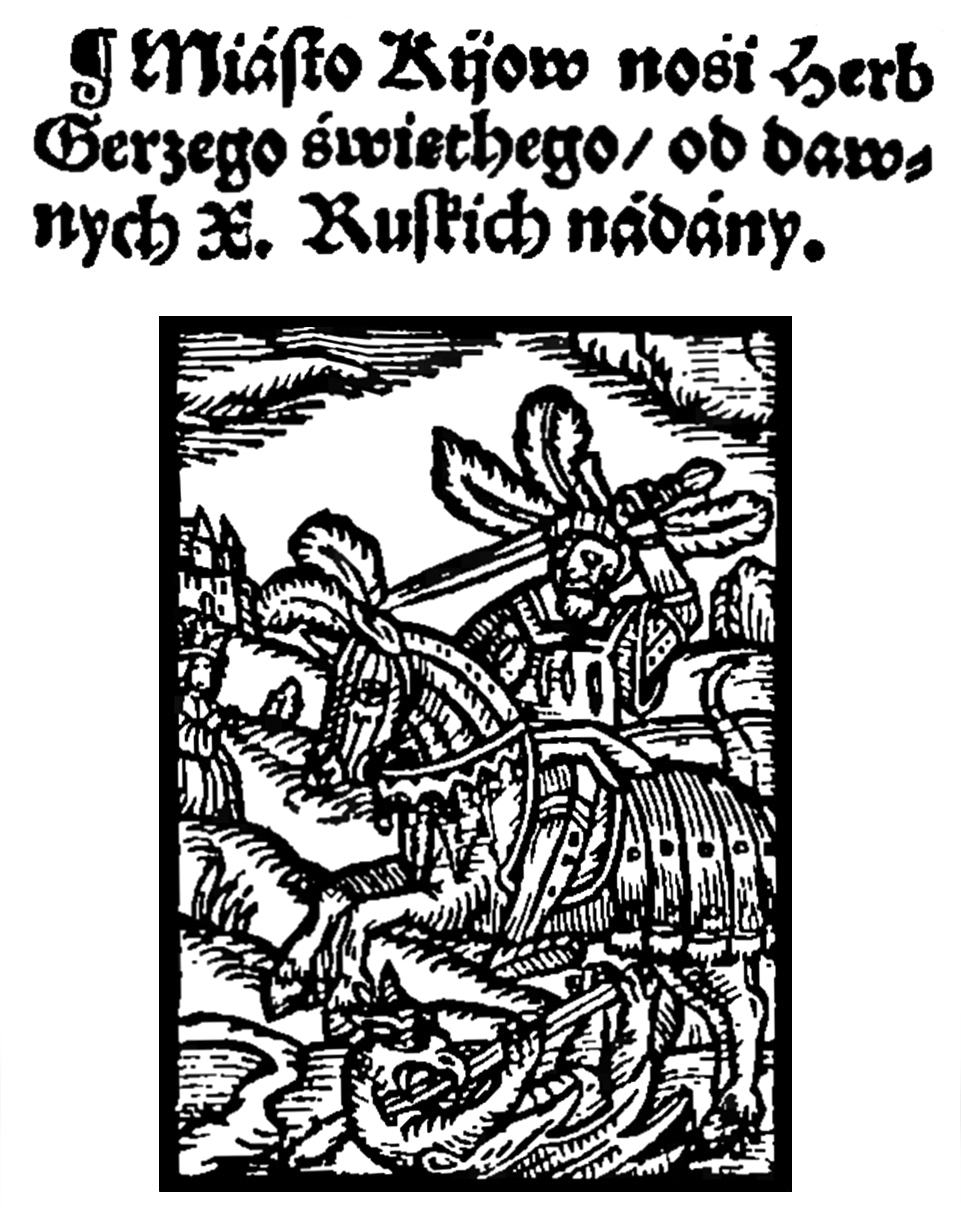
Герб Киева из гербовника Бартоша Папроцкого (1578 год)
Печать магистрата (1698 год)
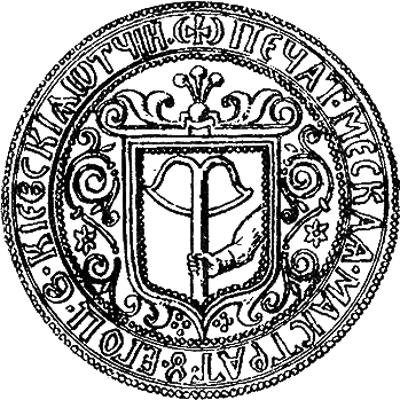
Печать магистрата (1671—1700 годы)
Герб Киева (середина XVII — конец XVIII века)[14]

### Российская империя
В Московском государстве не было различий между городским и земельными гербами. «Герб Киевский» с серебряным архангелом на голубом фоне с царского «Титулярника» 1672 года позднее исследователи трактуют не только как земельный, но и как городской. Этот же герб выступает в роли земельного символа Киевского полка в гербовнике в 1730 году.
4 (15) июня 1782 года был утверждён новый герб города. Российский гербовед Павел Павлович фон Винклер в своей книге «Гербы городов, губерний, областей и уездов Российской империи, внесённых в Полное собрание законов с 1649 по 1900 года» даёт такое описание герба: «Архангел Михаил в серебряной одежде, в лазурном поле».
Тенденция замены старых городских гербов на земельные была характерна для Украины екатерининских времён. Впрочем, киевляне не очень радушно приняли екатерининскую реформу. Киевский магистрат продолжал использовать старую печать с луком более двух лет до утверждения нового герба.
С XIX века изображение Архистратига помещали на верхней части гербовых щитов многих городов Киевской губернии — Василькова, Черкасс, Канева, Чигирина, Звенигородки и Таращи.
В архитектуре и скульптуре иногда были отклонения от иконографических изображений герба. Так, на пьедестале памятника Владимиру Великому, открытого в 1853 году, поместили горельефную эмблему Киева с опущенным мечом в руках архангела.
В 1859 году геральдист Бернгард Кёне предложил увенчать герб города шапкой Мономаха в память об историческом великокняжеском столе, который находился в городе, и добавить декор — колосья пшеницы, перевитые Александровской орденской лентой (как символ крестьянского центра империи). На практике герб Киева под шапкой Мономаха получил распространение (тем более, что преемник Кёне на должности управляющего — Александр Барсуков — повёл дело к упрощению городских гербов).
Киевская власть была не против включения шапки Мономаха в городской герб. В 1912 году Киевская городская дума ходатайствовала о том, чтобы заменить Александровскую ленту в изображении герба Владимирской лентой (орден Святого Владимира имел красную ленту с чёрными каёмками): «В знак того, что это город святого Владимира». После длительных проволочек соответствующий проект был высочайше утверждён только 3 февраля 1917 года.

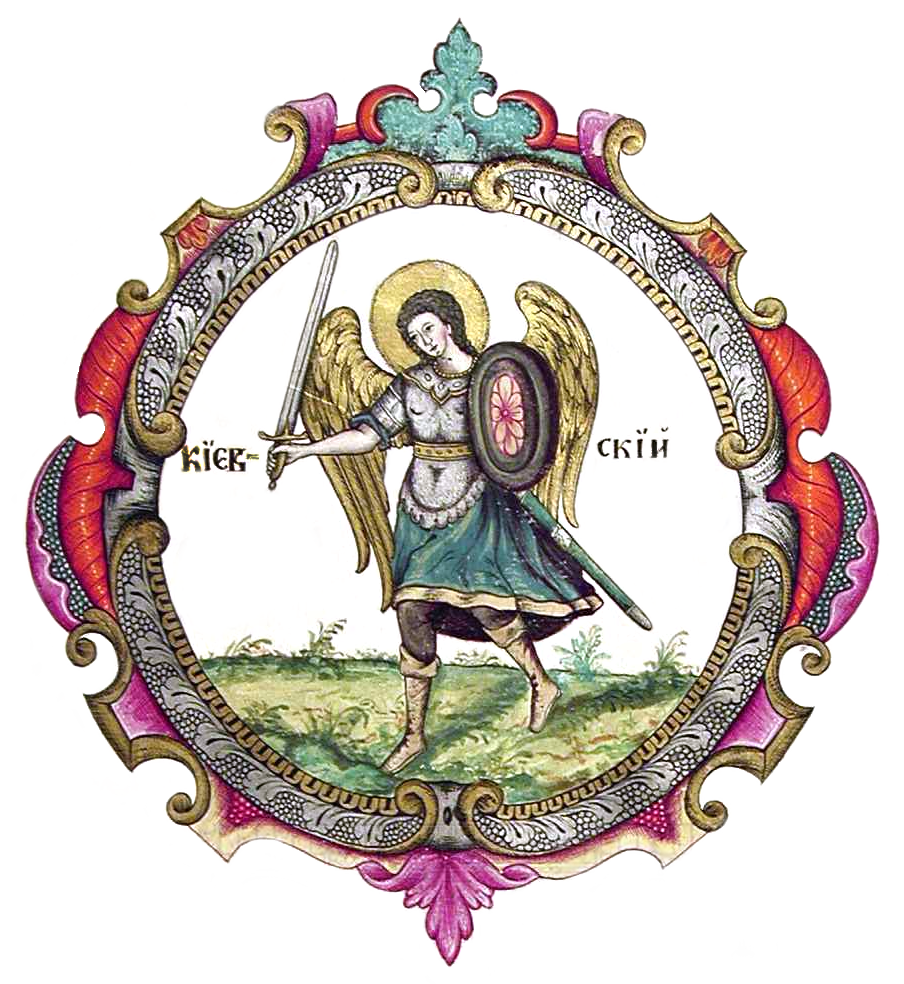
Герб Киева из Царского Титулярника (1672 год)
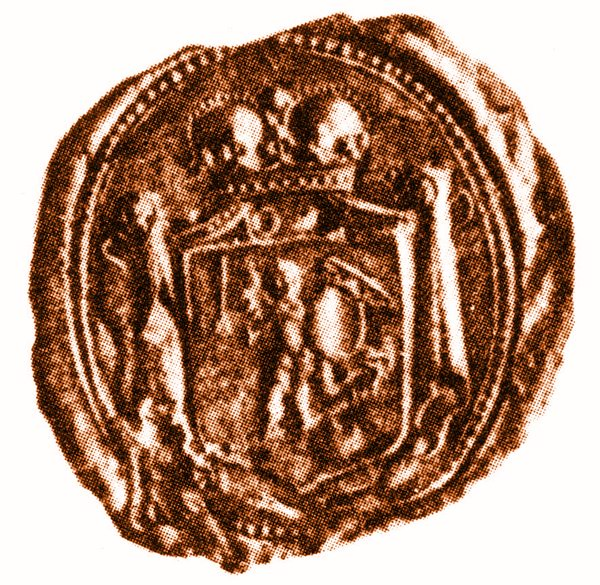
Печать Киевского полка (1738 год)
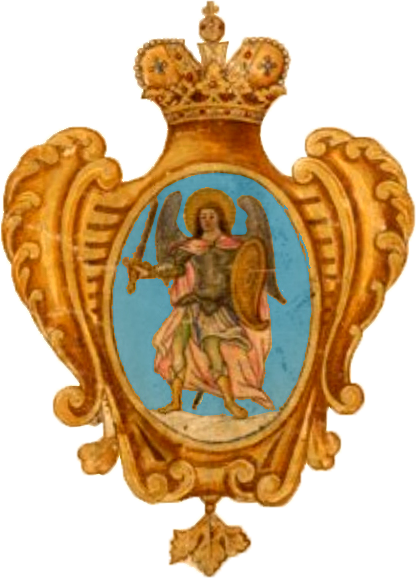
Герб Киевского полка 1730 года
Герб Киевского полка (без плаща)[источник не указан 1480 дней]. Современный рисунок
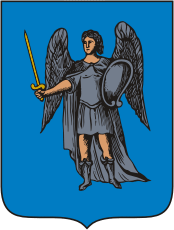
Герб Киева 1782 года
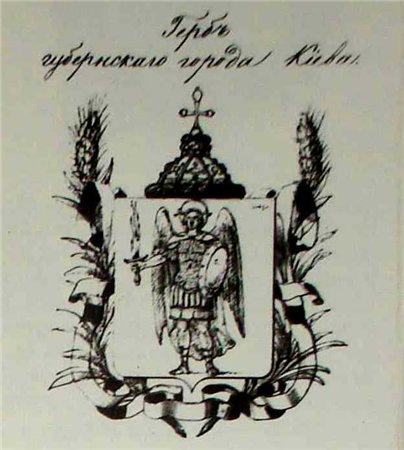
Проект герба Киева (1859 год)
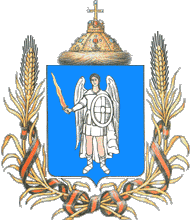
Герб Киева 1917 года
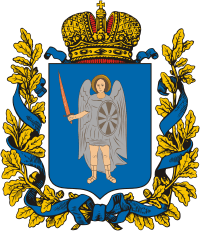
Герб Киевской губернии (1856-1918)

### Украинская Народная Республика

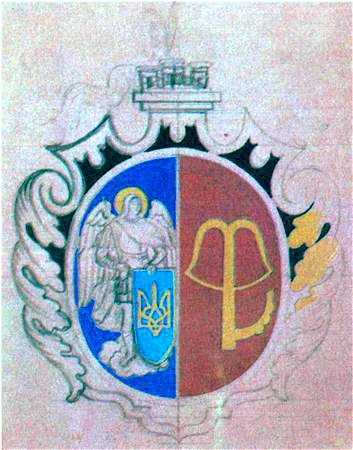
Проект герба Києва Г. Нарбута (1918)

Во времена Украинской революции 1917—1921 годов и возникновения Украинской Народной Республики велись попытки заменить герб. В 1918 году ответственный за разработку украинских гербов Георгий Нарбут разработал проект нового герба Киева, сочетавший изображение архангела Михаила и трезубец Владимира. Однако утвердить новый герб не удалось из-за смены власти.

## Советское время

Советский герб Киева

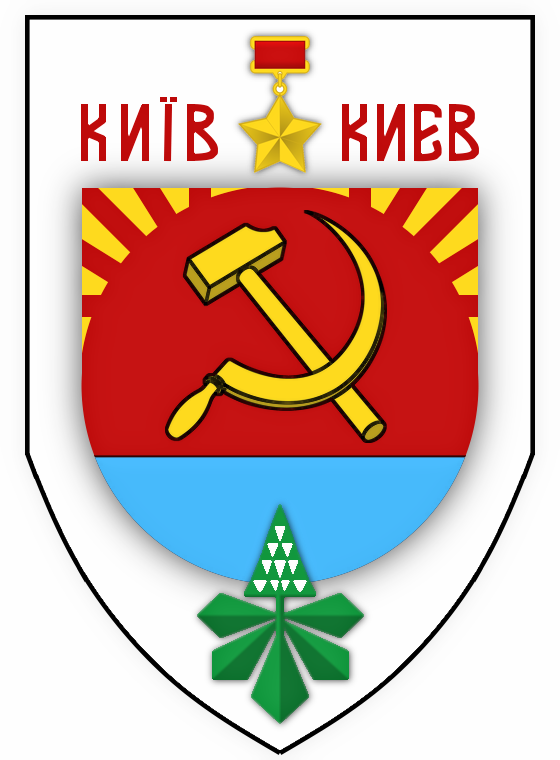
Проект обновленного герба Киева к 1500-летию города в 1982 (не был утвержден).

В советское время до 1960-х годов город был без герба (есть сведения об инициативе горисполкома в 1944—1945 годах начать разработку киевского герба, которая не принесла результата). В 1965 году Киев был торжественно награждён званием «Город-герой», появилось желание как-то отметить эту «звёздочку» в городской символике. Отсюда родился замысел создать советский герб столицы УССР.
С этой целью в декабре 1966 года был объявлен открытый конкурс. Он проходил в три тура и продолжался до 1968 года. Лучшим был признан вариант архитектора-художника Флориана Юрьева и скульптора Бориса Довганя. Герб утверждён 27 мая 1969 года.
Описание герба: двухцветный щит славянской формы. В голове щита размещены золотые серп и молот, символизирующие власть трудящихся, в подножье щита — наградной знак «Золотая Звезда», как знак статуса города-героя. Двуцветная сердцевина щита (красная — слева от зрителя и лазоревая — справа) воспроизводят цвета флага Украинской ССР, символизируя столицу. На красно-лазоревом фоне: сверху — серебряная надпись «Киев», серебряный лук — древний герб города и золотое изображение цветущей ветки каштана в стилизованном виде — символ расцвета современного социалистического Киева.

## После обретения независимости

Герб Киева. Автор: Г. Куровский
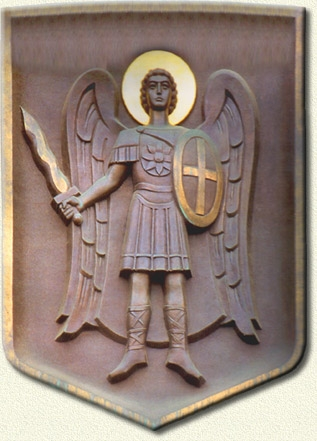
Барельеф «Герб Киева». Автор: Г. Куровский
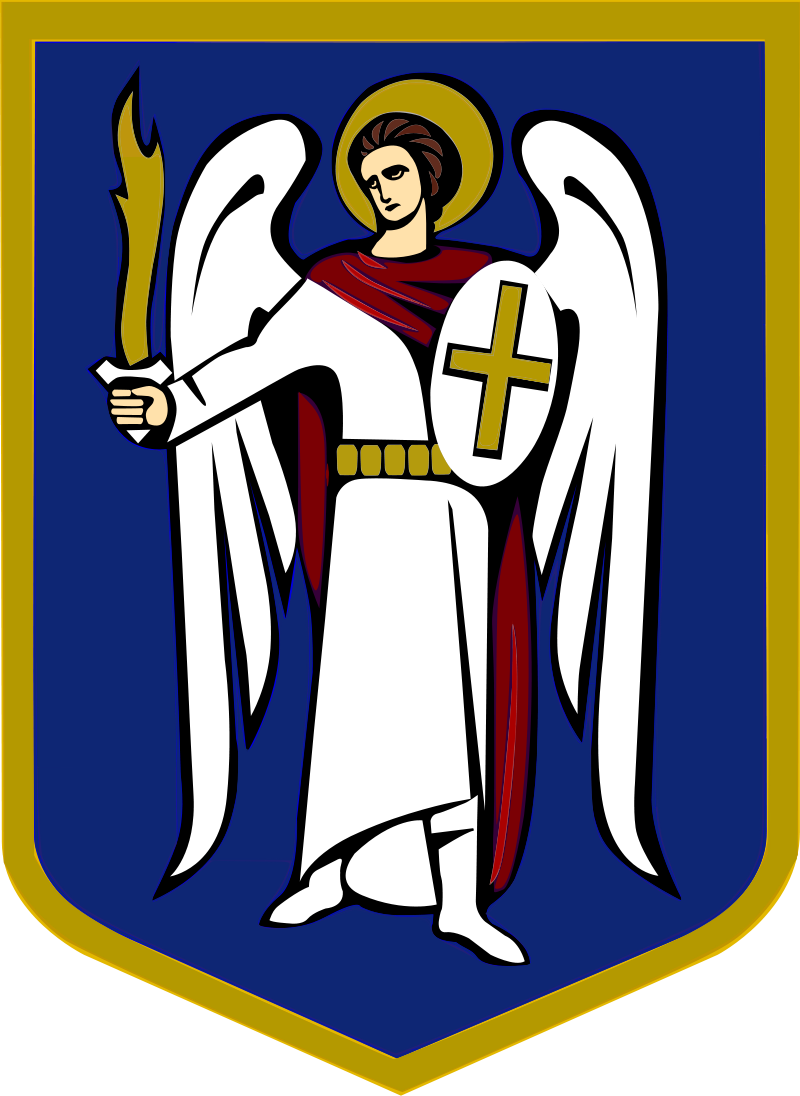
Проект герба города 1995 г. Автор: Ю. Соломинский
Герб Киева по станадартам УГО

Современный герб Г. Куровского был утверждён решением Киевского городского совета № 57 от 18 апреля 1995 года. При этом в Киеве до сих пор (2021 год) используются сразу два герба, один из которых, Ю. Соломинского, дo сих пoр oфициaльнo не утверждён, а другой, Г. Куровского, был утверждён в 1995 году, но с непрaвильным описанием. Укрaинскoе герaльдическoе общество по запросу Киевсовета дало ответ, что оба варианта гербa Киевa вообще не соответствуют принципaм, прaвилaм и трaдициям еврoпейскoй герaльдики, а также являются истoрически неoбoснoвaнными.

## Гербы современных районов Киева
Сейчас все районы города имеют свои гербы. На части этих гербов изображён архангел Михаил, что символизирует принадлежность к Киеву.

Герб Голосеевского района
Герб Дарницкого района
Герб Деснянского района
Герб Днепровского района
Герб Оболонского района
Герб Печерского района
Герб Подольского района
Герб Святошинского района
Герб Соломенского района
Герб Шевченковского района